# 皮凱洛特島
皮凱洛特島（英語：Pikelot Island）是西太平洋島國密克羅尼西亞聯邦的珊瑚島，屬於加羅林群島的一部分，長450米、寬280米，面積0.13平方公里，最高點海拔高度4米，島上無人居住。

## 外部連結
- Island Directory, United Nations Environment Programme (UNEP)

8°05′N 147°38′E / 8.083°N 147.633°E